# 27-й армейский корпус (вермахт)
27-й армейский корпус (нем. XXVII. Armeekorps), сформирован 26 августа 1939 года.

## Боевой путь корпуса
В мае-июне 1940 года — участие в захвате Бельгии и Франции (в составе 7-й армии).
С октября 1941 года — участие в германо-советской войне, в составе группы армий «Центр». Бои в районе Вязьмы, Ржева.
В 1942 году — бои в районе Ржева, Спас-Деменска, Невеля.
В 1943 году — бои в районе Невеля, Орши.
В июне 1944 — бои в Белоруссии. В июле 1944 корпус практически уничтожен восточнее Минска, вновь сформирован 27 июля 1944, в Восточной Пруссии.
В 1945 году — в январе-феврале бои в Восточной Пруссии, в апреле 1945 — на Одере.

## Состав корпуса
|  | В июне 1940: - 211-я пехотная дивизия - 213-я пехотная дивизия - 218-я пехотная дивизия - 239-я пехотная дивизия В октябре 1941: - 86-я пехотная дивизия - 162-я пехотная дивизия В июне 1942: - 14-я пехотная дивизия - 86-я пехотная дивизия - 206-я пехотная дивизия - 251-я пехотная дивизия |  | В июле 1943: - 52-я пехотная дивизия - 197-я пехотная дивизия - 246-я пехотная дивизия - 256-я пехотная дивизия В мае 1944: - 78-я штурмовая дивизия - 25-я пехотная дивизия - 57-я пехотная дивизия В марте 1945: - 23-я пехотная дивизия - 35-я пехотная дивизия - 83-я пехотная дивизия - 232-я пехотная дивизия - 357-я пехотная дивизия - 542-я пехотная дивизия народного ополчения |

## Командующие корпусом
- С 6 ноября 1939 — генерал пехоты Альфред Вегер
- С 3 января 1942 — генерал пехоты Иоахим Виттхёфт
- С 1 июля 1942 — генерал пехоты Вальтер Вайс
- С 10 февраля 1943 — генерал-лейтенант Карл Бурдах
- С 8 июня 1943 — генерал пехоты Пауль Фёлькерс (9 июля 1944 взят в советский плен)
- С 27 июля 1944 — генерал пехоты Хельмут Присс
- С 26 октября 1944 — генерал артиллерии Максимилиан Фельцман